# Carmina medii aevi posterioris Latina
Carmina medii aevi posterioris Latina ist der Titel eines Editionsunternehmens zur mittellateinischen Literatur. Das Unternehmen ediert Sammelausgaben und Verzeichnisse von lateinischen Texten des Hoch- und Spätmittelalters. Es geht auf die Initiative des Mittellateiners Hans Walther (1884–1971) zurück und wurde 1930 mit einer zuständigen Kommission an der Akademie der Wissenschaften zu Göttingen angesiedelt. Der Kommission gehören derzeit Fidel Rädle, Ulrich Schindel und bis 2010 Paul Gerhard Schmidt an.
Zu den erschienenen Bänden des Unternehmens, die größtenteils auf die Sammlungen Hans Walthers zurückgehen, gehören die Proverbia sententiaeque Latinitatis medii ac recentioris aevi (Lateinische Sprichwörter und Sentenzen des Mittelalters und der frühen Neuzeit in alphabetischer Anordnung), die Paul Gerhard Schmidt von 1963 bis 1986 in neun Teilen herausgab. Alle Bände sind im Göttinger Verlag Vandenhoeck & Ruprecht erschienen.